# Linnaemya tessellans
Linnaemya tessellans là một loài ruồi trong họ Tachinidae.